# آمادو سیدیبه
آمادو سیدیبه (انگلیسی: Amadou Sidibé؛ زادهٔ ۱۹ فوریهٔ ۱۹۸۶) بازیکن فوتبال اهل مالی بود.
از باشگاه‌هایی که در آن بازی کرده است می‌توان به باشگاه ورزشی جولیبا و باشگاه فوتبال اوسر اشاره کرد.
وی همچنین در تیم ملی فوتبال مالی بازی کرده است.